# Устриця прерій (Коктейль)
 

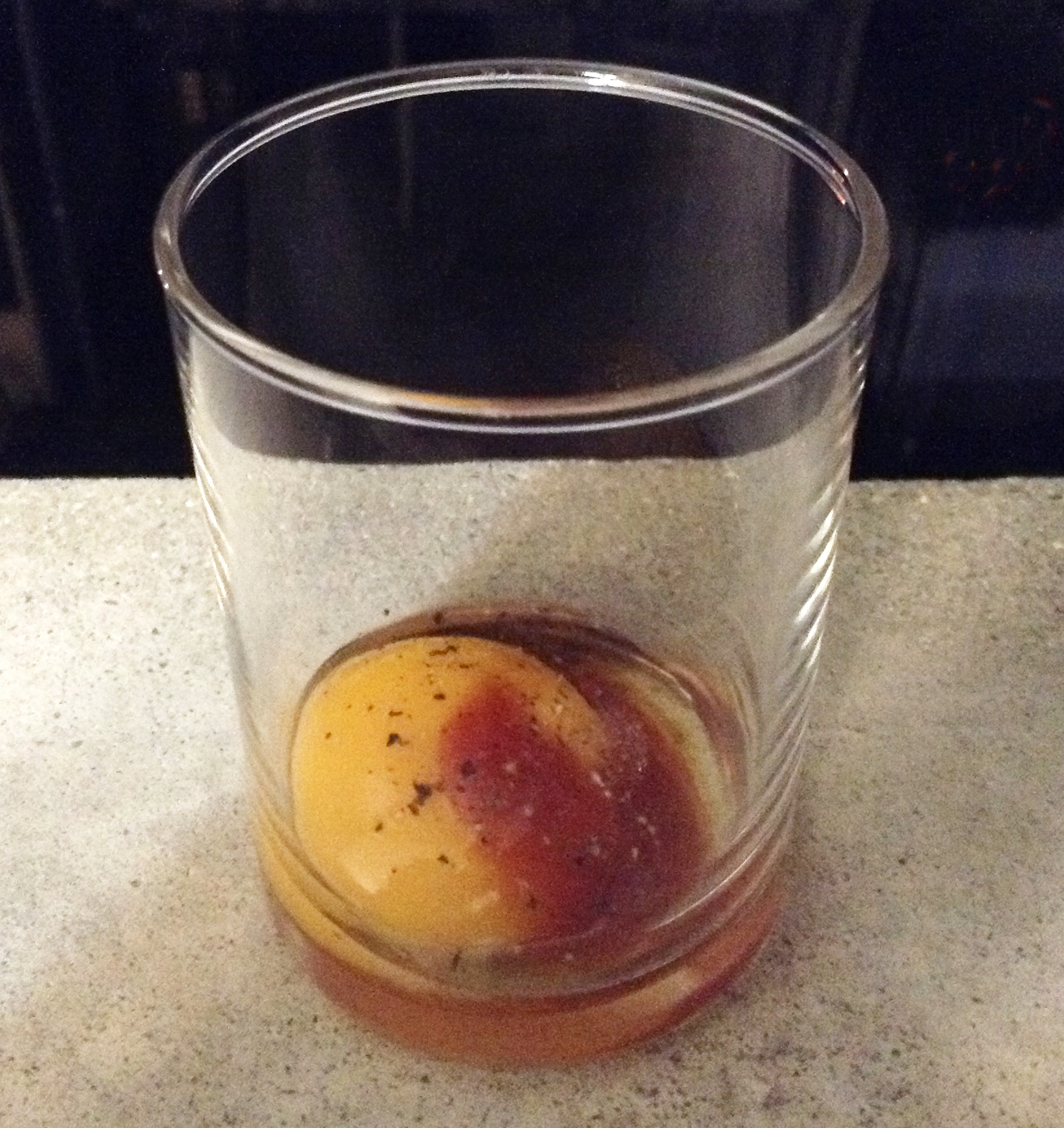
Коктейль «Устриця прерії»

«Устриця прерії» або степова устриця (англ. Prairie oyster) - коктейль, що складається з сирого яйця (найчастіше жовтка) і вустерського соусу, оцту. Також додають гострий соус, сіль, чорний перець. Вважають, що коктейль запобігає  похміллю.
Також в коктейль часом додають томатний сік, у цьому випадку він нагадує « Криваву Мері ». Цілий жовток надає напою консистенцію устриці.

## Історія походження
За однією з версій коктейль був придуманий в Нью-Йоркському ресторані готелю «Хілтон», а назву отримав завдяки смаковій подібності з молюском . Інша версія стверджує, що коктейль з яєчним жовтком колись придумав ковбой, щоб врятувати знесиленого  товариша.
Устриця прерії був винайдений як закуска-запивка в XIX столітті на Середньому Заході США. У ті часи ці землі стали районом масового переселення людей з Атлантичної частини Сполучених Штатів, де устриці були звичним і дуже дешевим продуктом, доступиним кожному були їжею бідноти. Переселенці, сумуючи серед прерій за ними, придумали досить своєрідну заміну - prairie oyster(з англ. - прерійна устриця), яка своєю слизькою, еластичною консистенцією і солонуватим присмаком досить віддалено нагадував улюблену смакоту.  Вживали мешканці степів, коктейль як закуску, і запивали вином чи міцним алкоголем . Наприклад, в одному з довідників по дієтології 1886 року Жовткова устриця опиується як  досить відомий засіб . Переселенці, що рухалися ще далі в глиб північноамериканського материка, в Скелясті гори, під тією ж назвою (устриця прерій, степова устриця, устриця Скелястих гір) називали зовсім іншу страву, виготовлену із сім'яних залоз великої або дрібної рогатої худоби.

## Загальний опис
Є як алкогольні, так і безалкогольні рецепти цього коктейлю. У версіях з алколем найчастіше використовується горілка, віскі, коньяк або міцне вино. Є коктейльним шотом: його випивають залпом.
«Устриця прерії» вважається одним з традиційних засобів від похмілля, нібито вона може полегшити симптоми похмілля, оскільки яйця містять цистеїн - амінокислоту, яка начебто допомагає організму розщеплювати етаналь, побічний продукт переробки алкоголю  . Тож більшість фахівців стверджують, що він не допомагає від похмілля . Однак немає надійних доказів того, що вживання продуктів з цією амінокислотою полегшує симптоми похмілля .  Дослідження показують, що амінокислоти сирих яєць засвоюються гірше, ніж амінокислоти варених яєць . Тому,  твердження про те, що "Устриця" здатна полегшити симптоми похмілля є своєрідним плацебо.
Назва коктейлю (oyster) і його властивості дозволяють віднести устриць прерій до аусерів - группи протверезних коктейлів, які мають певну тонізуючу дію, і зазвичай споживаються в кінці вечора й в перервах між прийомами коктейлів. .
Цьому коктейлю приписується властивість, що він, нібито допомагає позбутися гикавки.